# Molve
Molve è un comune della Croazia di 2 379 abitanti della regione di Koprivnica e Križevci.